# Ikenobō
 (juillet 2021).
La mise en forme du texte ne suit pas les recommandations de Wikipédia : il faut le « wikifier ».
Les points d'amélioration suivants sont les cas les plus fréquents. Le détail des points à revoir est peut-être précisé sur la page de discussion.
- Les titres sont pré-formatés par le logiciel. Ils ne sont ni en capitales, ni en gras.
- Le texte ne doit pas être écrit en capitales (les noms de famille non plus), ni en gras, ni en italique, ni en « petit »…
- Le gras n'est utilisé que pour surligner le titre de l'article dans l'introduction, une seule fois.
- L'italique est rarement utilisé : mots en langue étrangère, titres d'œuvres, noms de bateaux, etc.
- Les citations ne sont pas en italique mais en corps de texte normal. Elles sont entourées par des guillemets français : « et ».
- Les listes à puces sont à éviter, des paragraphes rédigés étant largement préférés. Les tableaux sont à réserver à la présentation de données structurées (résultats, etc.).
- Les appels de note de bas de page (petits chiffres en exposant, introduits par l'outil «  Source ») sont à placer entre la fin de phrase et le point final[comme ça].
- Les liens internes (vers d'autres articles de Wikipédia) sont à choisir avec parcimonie. Créez des liens vers des articles approfondissant le sujet. Les termes génériques sans rapport avec le sujet sont à éviter, ainsi que les répétitions de liens vers un même terme.
- Les liens externes sont à placer uniquement dans une section « Liens externes », à la fin de l'article. Ces liens sont à choisir avec parcimonie suivant les règles définies. Si un lien sert de source à l'article, son insertion dans le texte est à faire par les notes de bas de page.
- La présentation des références doit suivre les conventions bibliographiques. Il est recommandé d'utiliser les modèles {{Ouvrage}}, {{Chapitre}}, {{Article}}, {{Lien web}} et/ou {{Bibliographie}}. Le mode d'édition visuel peut mettre en forme automatiquement les références.
- Insérer une infobox (cadre d'informations à droite) n'est pas obligatoire pour parachever la mise en page.

Pour une aide détaillée, merci de consulter Aide:Wikification.
Si vous pensez que ces points ont été résolus, vous pouvez retirer ce bandeau et améliorer la mise en forme d'un autre article.

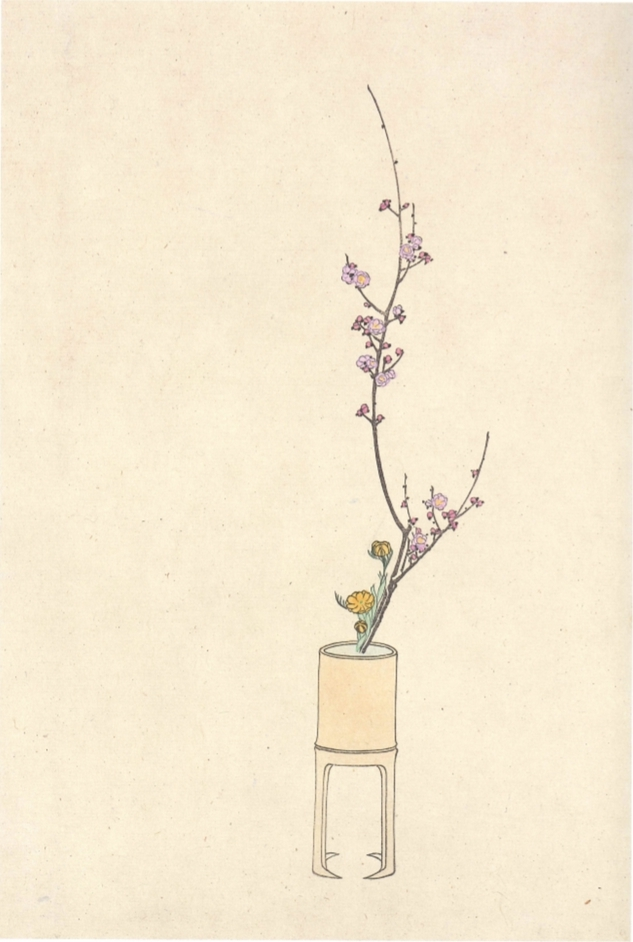
Arrangement Shōka du 40e directeur Ikenobō Senjō, du Sōka Hyakki de l'école Shijō (1820)

L'école Ikenobō (池坊) est la plus ancienne et la plus importante école de l'art floral japonais, l'ikebana.
Elle a été fondée au XVe siècle par le moine bouddhiste Senno. L'école est basée au temple Rokkaku-dō à Kyoto. Le nom proviendrait d'un étang (ike) où le prince Shōtoku (聖徳太子) se serait baigné.

## Histoire

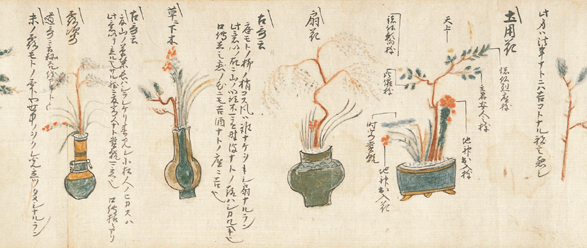
Illustration du Kaō irai no Kadensho, considéré comme le plus ancien manuscrit existant de l' enseignement de l'ikebana, datant d'une époque succédant immédiatement celle d'Ikenobō Senkei. Il montre divers styles d' arrangement de tatehana (ogibana) à large ouverture (à droite) et de styles droits

La coutume de placer des fleurs sur l'autel a commencé lorsque le bouddhisme a été introduit au Japon par le biais d'émissaires en Chine vers 538 . Au Japon, les gens  essayèrent de donner un sens plus profond aux pensées qui accompagnent l'arrangement floral. En d'autres termes, ils souhaitaient disposer les fleurs ( 立てる, tateru : disposer les tiges verticalement, les dresser), plutôt que de les déposer simplement dans un vase. Une habitude déjà bien ancrée d'apprécier les fleurs de façon passive s'est muée en une attention plus approfondie. Les premières formes d'Ikebana qu'on a appelées tatehana ont été arrangées.
Le Rokkaku-dō à Kyoto est le lieu de naissance et des débuts de l'ikebana . Le nom Rokkaku fait référence à la forme hexagonale du temple (六 rokka, signifie six, et 角, ku, coins). Le temple Rokkaku-dō a été fondé par le prince Shōtoku au VIe siècle pour enchâsser une Nyoirin Kannon Bosatsu, statue de la déesse de la miséricorde.
Près d'un étang ( ike ) où se baignait le prince Shokutoku, une petite cabane ( bō ; loge de prêtre, maison de moine attachée à un temple bouddhiste  ) a été construite et est devenue la demeure des générations successives de prêtres bouddhistes. Cela a donné naissance au nom ikenobō . Dans l'enceinte du temple, une pierre est appelée Heso-ishi, qui  signifie "pierre de nombril". On dit que c'était la première pierre du temple d'origine. Comme ce temple existait avant le transfert de la capitale nationale à Kyoto en 794, il a été revendiqué comme étant être le centre de la ville.
À l'époque Heian (794-1192), en dehors des offrandes disposées sur les autels, la pratique consistant à apprécier des fleurs joliment exposées dans un vase est devenue populaire. Plusieurs poèmes, romans et essais de cette époque contiennent de nombreux passages qui décrivent combien on appréciait les fleurs utilisées de cette manière. Au début du VIIe siècle, Ono no Imoko, un ancien envoyé japonais en Chine, devint prêtre bouddhiste et commença à planter des fleurs.
Un manuscrit datant du XVe siècle décrit les deux arrangeurs de fleurs les plus populaires de l'époque comme étant maître Ikenobo Senkei et Ryu-ami, un maître de cérémonie du thé. Unzen Taigyoku, un moine appartenant à un monastère zen, a d'abord enregistré le nom Senkei dans son journal appelé Hekizan Nichiroku . Dans une entrée datée du 25 février de la troisième année de l' ère Kanshō (1462), Unzen Taigyoku a écrit, « à l'invitation de Shunko, Senkei a fait un arrangement floral dans un vase d'or et les habitants de Kyoto aux goûts raffinés rivalisaient pour voir son travail”. Ce document écrit marque le point de départ de 550 ans d'histoire de l'ikebana. La documentation historique supplémentaire du travail de Senkei comprend une seule entrée, le 2 octobre, dans le journal Nekizan Nichiroku décrivant à quel point il était ému par l'extraordinaire beauté des chrysanthèmes .

### StyleRikka

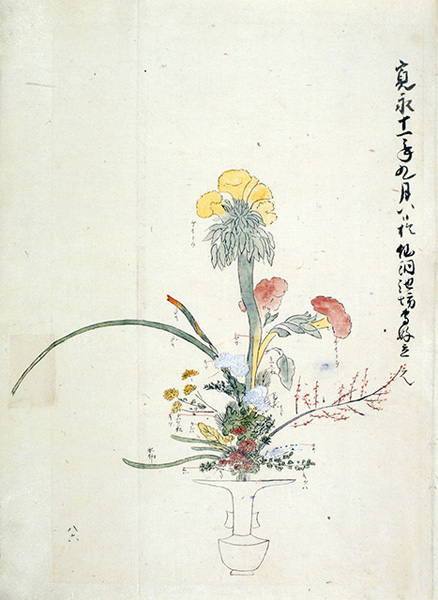
Arrangement Rikka par Ikenobō Senkō II (de Rikka-no-Shidai Kyūjūsanpei-ari, Bien culturel important)

De la fin de la période Kamakura à la période Muromachi (fin XIIIe – XVIe siècle), des concours de compositions florales se déroulaient à la cour impériale le jour du Tanabata (la fête de l'étoile Vega, le septième jour du septième mois lunaire). Ces concours s'appelaient Tanabata-e . Aristocrates et moines rivalisaient pour démontrer leurs compétences, offrant des fleurs pour célébrer la fête.
L'utilisation du nom de famille Ikenobō a été accordée par l'empereur de l'époque. Les générations successives de grands prêtres du temple ont utilisé ce nom.
Vers la fin de la période Muromachi, la manière simple qui existait jusque-là de mettre des fleurs dans un vase s'est développée en tatehana ( tateru, debout; hana, fleurs), un style plus complexe d'ikebana. Au cours de cette période, le plus ancien manuscrit existant d'ikebana ( Kao irai no Kadensho, 1486) et le célèbre manuscrit sur l'ikebana d'Ikenobō Senno (Senno Kuden, 1542) ont été écrits. Senno, le fondateur d'Ikenobō kadō (華道), est à l'origine de l'ikebana empreint de sens (kadō : la voie des fleurs). Auparavant, le tatehana avait davantage un lien avec la pratique spirituelle du Yorishiro .
La période Azuchi-Momoyama (fin du XVIe siècle) a apporté une renaissance de l'ikebana qui s'inscrit dans le cadre d'une renaissance culturelle plus générale. Deux maîtres d'Ikenobō nommés Senkō I et II ont perfectionné le style rikka (立花) (signifiant également des fleurs dressées, mais avec plus de complexité que le tatehana) et ce moment marque un âge d'or des débuts de l'ikenobō . Des peintures représentant le rikka de Senkō II, un célèbre maître d' ikenobō, sont conservées au temple Manshu-in à Kyoto), à la bibliothèque Yomei-bunko du temple Ninna-ji à Kyoto, au musée national de Tokyo et à la bibliothèque du siège de l'école ikenobō. L'arrangement du rikka en tant que style avec plusieurs parties principales développé plus tard dans le rikka standard moderne en neuf parties ( shin, soe, uke, mikoshi, nagashi, doe, hikai, maeoki et shoe-shin ) a été établi à cette époque.
Après la mort de Senkō II, le rikka est progressivement devenu plus complexe et plus maniéré. La naissance du style shōka de l'ikebana a apporté un nouvel intérêt dans le monde de l'ikebana. Après sa mort, une querelle violente éclate entre ses deux principaux disciples Daijuin Ishin et Anryūbō Shūgyoku à propos de la direction de l'école.

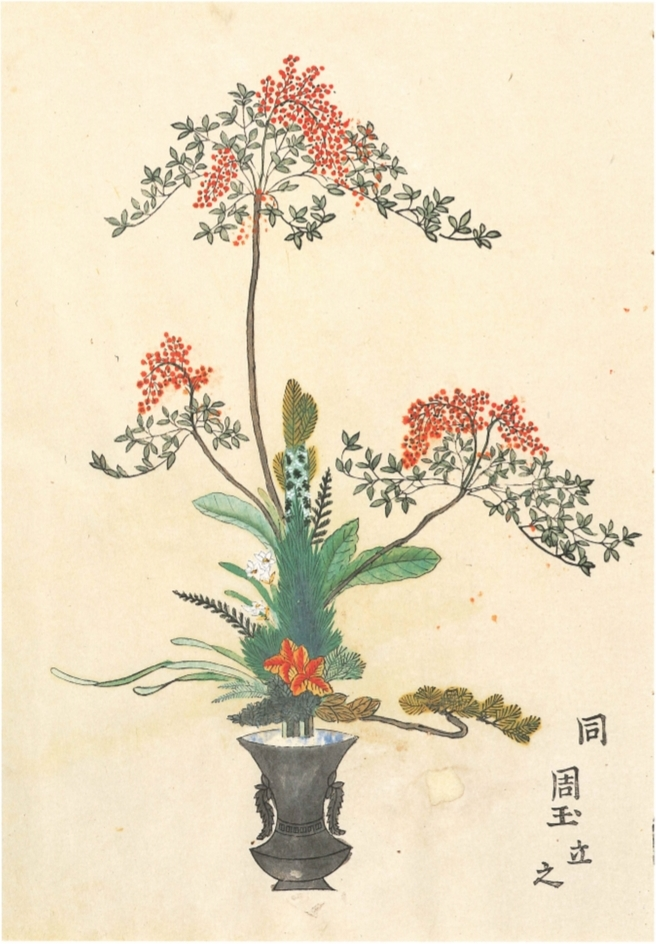
Arrangement Rikka par Shūgyoku (de Rikka-zu narabini Sunamono-zu )
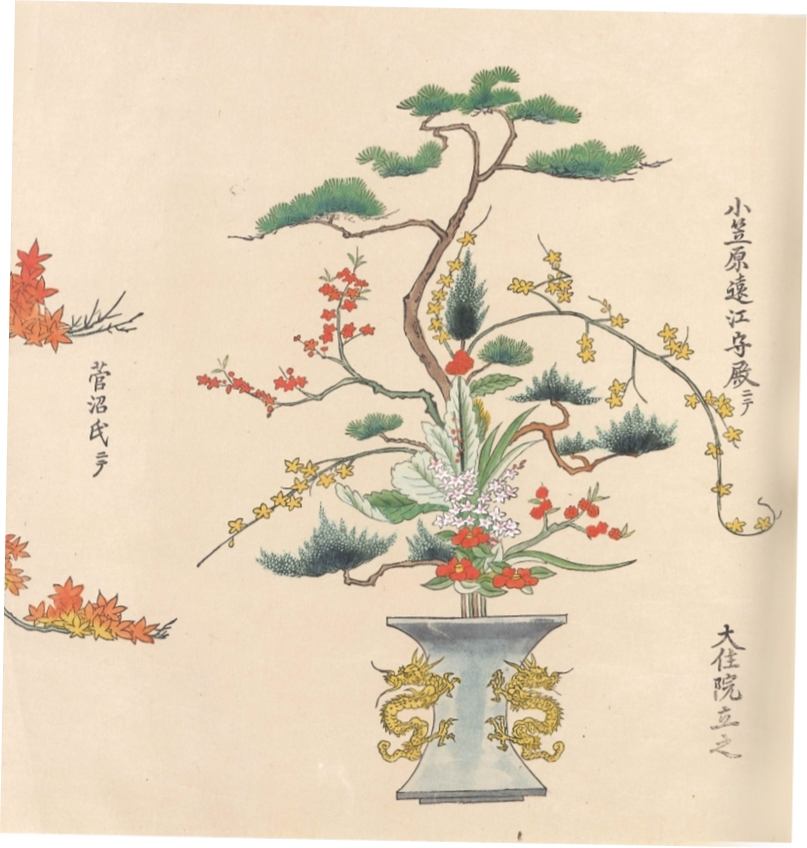
Arrangement Rikka par Daijuin (de Daijuin Rikka Sunamono-zu )

### Du styleNageirebanaaustyle Shōka
Le nageirebana (投入花), un style d'arrangement plus informel, avait été pratiqué dès le début de la période de développement du rikka. Le nageirebana était un style de décoration pour le zashiki, la pièce traditionnelle où l'on recevait les invités, tandis que le rikka, au style plus formel, était utilisé pour les rites et les cérémonies. Les citadins préféraient le nageirebana, qui présentait la beauté naturelle des fleurs sans règles compliquées.
En 1684, Toichiya Taemon, un marchand, écrivit le Nageire Kadensho ("Comment organiser des fleurs dans le style Nageire"), et en 1697, le Kodai Shōka Zukan ("Peintures rassemblées d'œuvres historiques de Shōka") écrit par Ikenobō Sen'yō fut publié. Le style nageire a influencé le développement des premiers travaux dans le style shōka (生花). Le Shōka à cette époque était très simple. Seules deux branches principales (ou fleurs), dont une était appelée in (négatif) et l'autre yo (positif), étaient été utilisées pour structurer l'arrangement. Elles se développeront plus tard en trois parties principales, appelées shin, soe et tai, respectivement l'humain, le ciel et la terre.
Le style shōka s'est développé sur une longue période, marquée par l'apparition de nombreuses écoles d'ikebana autres que l'Ikenobō. Le shōka était fermement établi dans l'œuvre d'Ikenobō Senjo Soka Hyakki (Cent exemples d'Ikebana, 1820). Il a également édité Heika Yodo-shu, dans lequel les méthodes traditionnelles de rikka ont été décrites en détail.
Durant l'ère Meiji (1868-1912), Ikenobō Senshō établit les règles du shōka shofutai, shofutai signifiant style orthodoxe ou traditionnel. Le maniérisme recommença à apparaître. Les efforts pour rompre avec le maniérisme n'ont pas porté leurs fruits avant l'ère Taishō (1912-1926). Les styles de nageire moderne et de moribana, ainsi que les styles modernes de Shoka en sont le résultat. Ces styles ont été influencés par l'importation de la culture européenne, à partir de la restauration Meiji (1868).

### Le styleShimputai
Le shimputai, un nouveau style de shōka, développé en 1977 par le directeur de la 45e génération Ikenobō Sen'ei, présente un sentiment vif et moderne. Deux parties principales, le shu et le yo, se répondent avec des qualités contrastées mais harmonieuses. Une troisième partie de l'arrangement, l'ashirai, est souvent ajoutée comme touche finale en accompagement des deux précédentes. Après une période de développement du shimputai, les nouveaux principes ont également été appliqués au Rikka et le Rikka Shimputai est devenu populaire au XXIe siècle.

### Le styleJiyūka

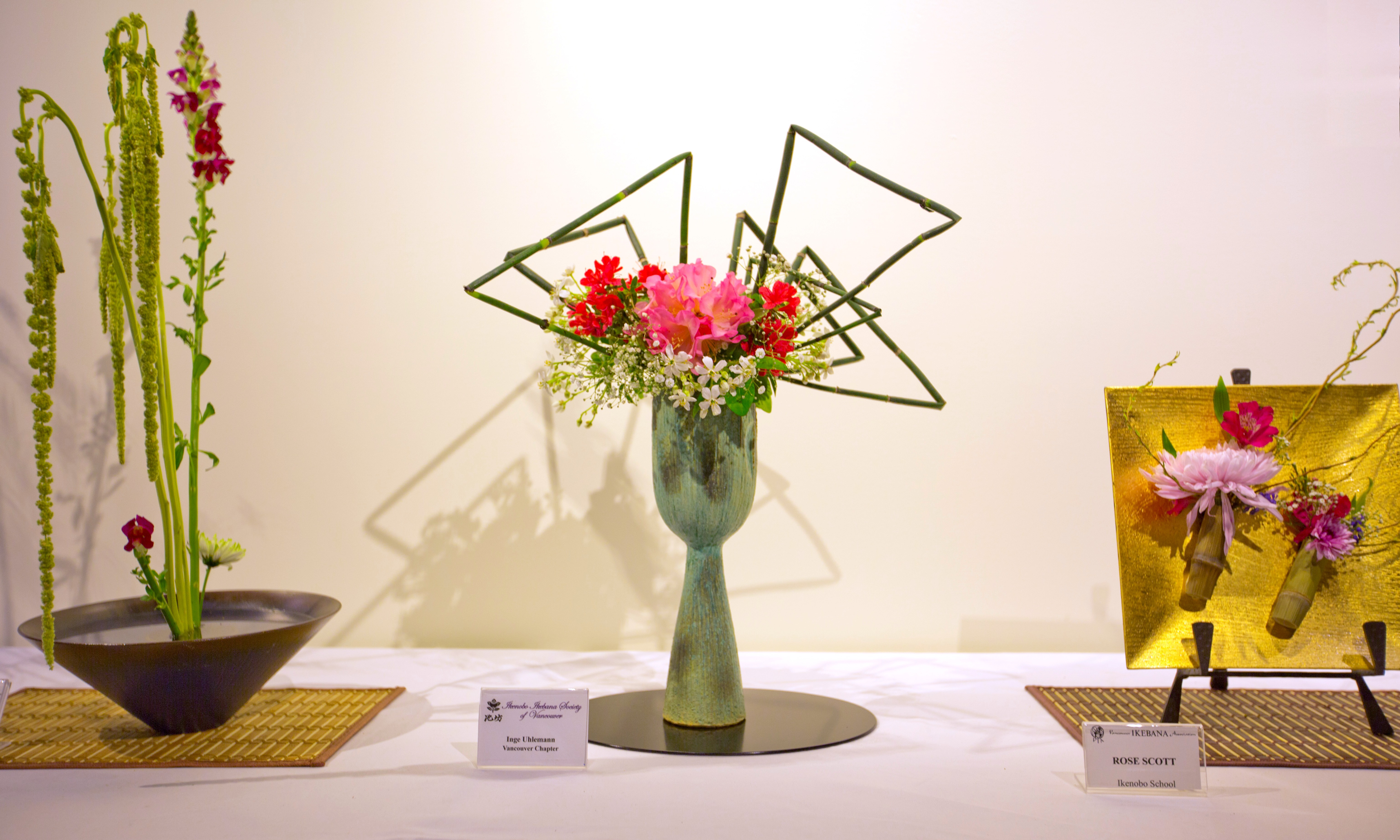
Arrangements de style libre Jiyūka

Le Jiyūka est le style libre. Bien que n'importe quel type de matériau et de récipient puisse être utilisé, certaines directives doivent toujours être observées pour donner à l'arrangement un sentiment d'équilibre et de puissance.

## Styles
Il existe trois styles principaux établis (様式) :
- Le Rikka (立花）
  - Rikka Shōfutai (立花正風体), style traditionnel
  - Rikka Shinputai (立花新風体), nouveau style
- Le Shōka (生花）
  - Shōka Shōfutai (生花正風体), style traditionnel
  - Shōka Shinputai (生花新風体), nouveau style
- Le Jiyūka (自由花), style libre

## Les directeurs

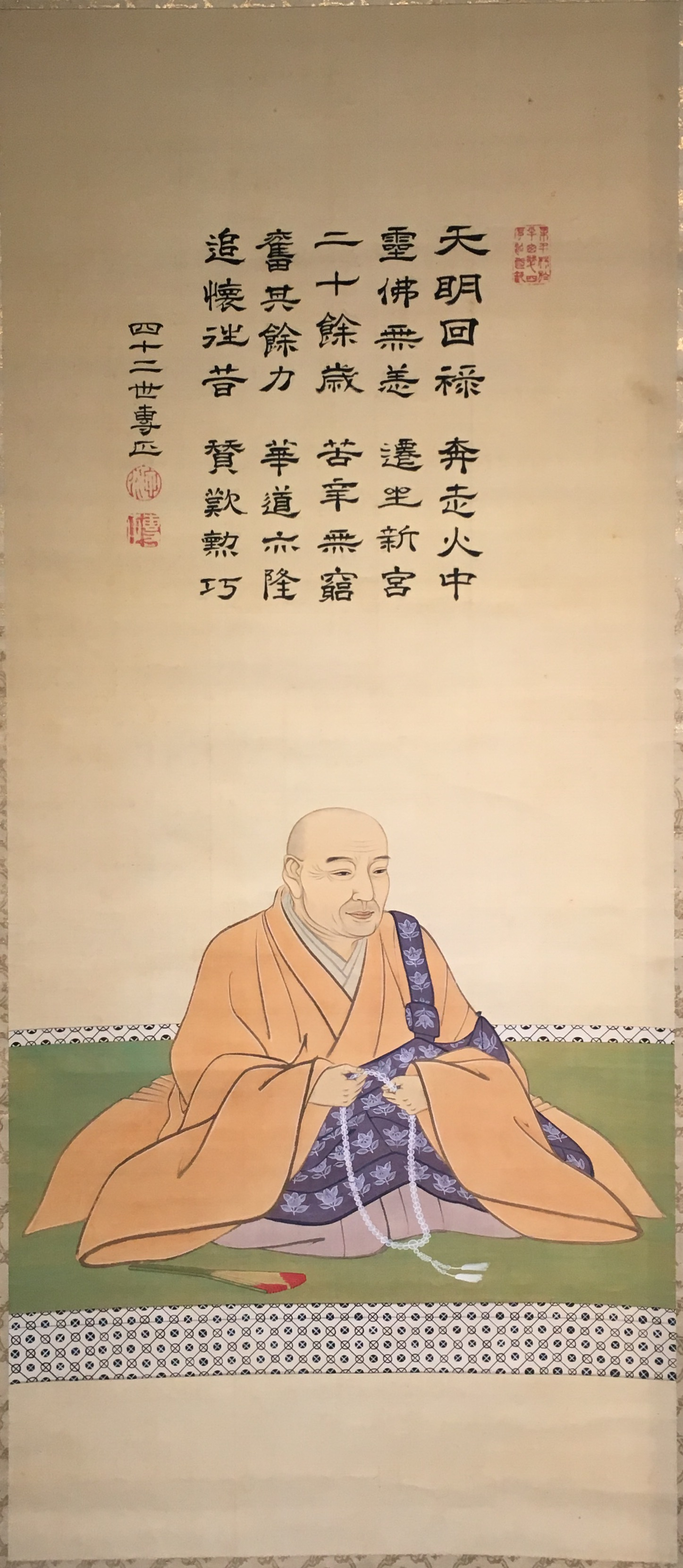
Ikenobō Senjō, représentation sur un kakemono

Le poste d'iemoto, ou directeur, est héréditaire dans la lignée masculine de la famille Ikenobō depuis des siècles.
- 31 Ikenobō Senkō I (初代 池坊専好), 1536?-1621
- 32e Ikenobō Senkō II (二代 池坊専好), 1575?-1658
- 33e Ikenobō Senzon (池坊専存), ? -?
- 34e Ikenobō Senyō (池坊専養), ? -?
- 35e Ikenobō Senkō III (三代 池坊専好), 1680-1734
- 36e Ikenobō Senjun (池坊専純), ? -?
- 37e Ikenobō Sen'i (池坊専意), ? -?
- 38e Ikenobō Senjun (池坊専純)〔renommé〕
- 39e Ikenobō Senkō (池坊専弘), ? -?
- 40e Ikenobō Senjō (池坊専定), ? -?
- 41e Ikenobō Senmyō (池坊専明), ? -?
- 42e Ikenobō Senshō (池坊専正), 1840-1908
- 43e Ikenobō Senkei (池坊専啓), ? -?
- 44e Ikenobō Sen'i (池坊専威), ?-1944 [4]
- 45e Ikenobō Sen'ei (池坊専永), né. 1933

Sen'ei Ikenobō est marié à Yasuko Ikenobo . Alors qu'ils ont plusieurs fils, leur fille Yuki (池坊保子, née en 1965) est actuellement reconnue comme successeur officielle, deviendra la prochaine directrice sous le nom d'Ikenobō Senkō IV (四代目 池坊 専好), rompant avec la précédente tradition qui voulait que seul un fils puisse être nommé comme successeur pour être directeur du temple.

## Siège de l'école

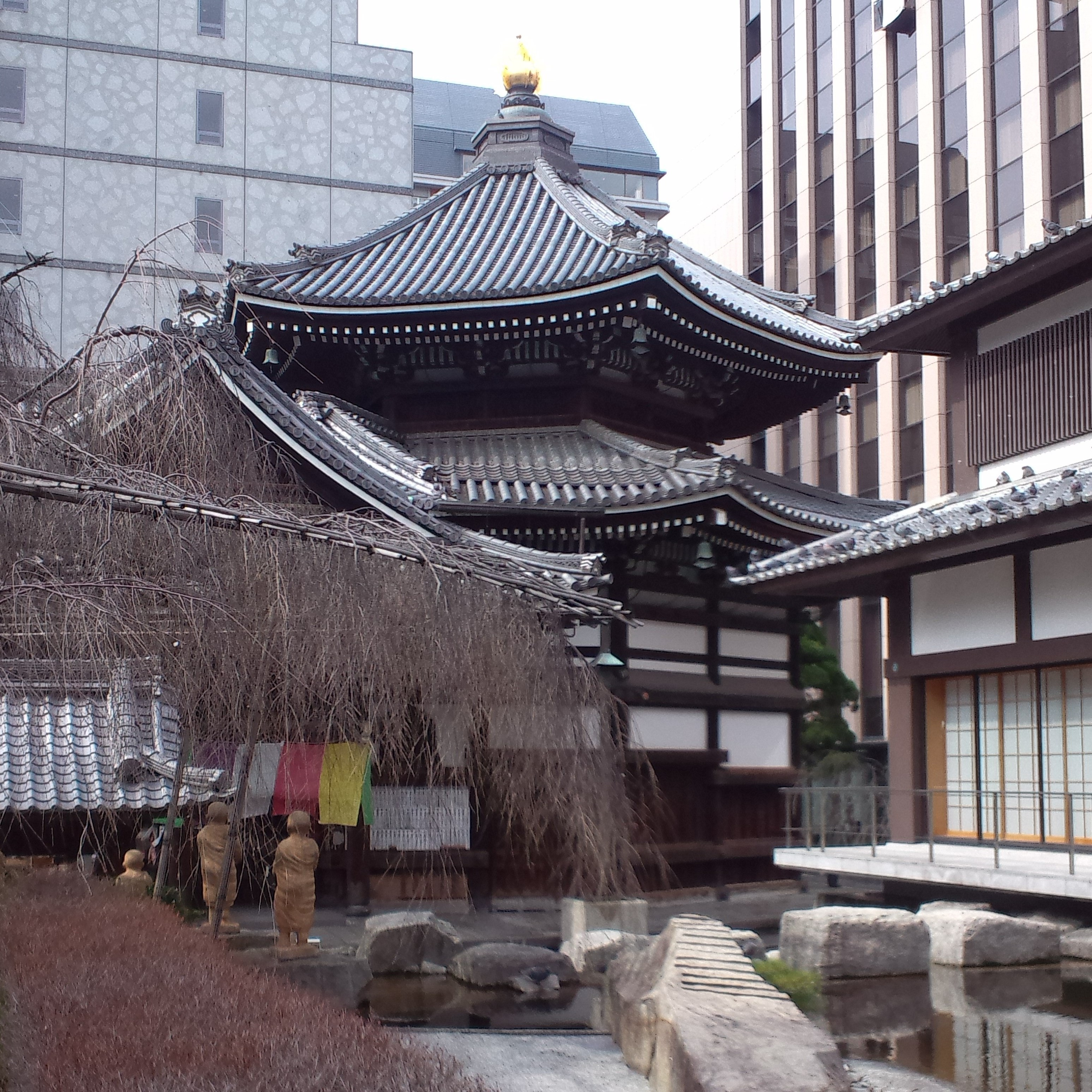
Le temple Rokkaku-dō à Kyoto, où l'Ikenobō trouve ses racines. A côté se trouve le dōjō et derrière lui, le siège moderne.

Le dōjō est situé à côté du temple et se trouve être une structure de deux étages construite dans le style traditionnel. Il abrite principalement un espace d'exposition aménagé avec des tatamis et des portes coulissantes shoji. Autour, il y a un petit étang et un jardin. Il dispose d'un grand auditorium au rez-de-chaussée où se trouve également le musée. Il contient en outre un espace d'exposition et des salles de classe et sert de centre de communication, d'études et d'ateliers pour les enseignants et les étudiants, ainsi que de centre de coordination pour les chapitres locaux ou ceux qui souhaitent en fonder un nouveau. Des chapitres existent dans le monde entier.